# Netopirji
Netopírji (znanstveno ime Chiroptera) so red sesalcev. So edini sesalci z letalno mreno, ki jim omogoča pravo letenje. Drugi sesalci so zmožni kvečjemu jadranja (npr. mrenarji). Krila netopirjev, pravilneje imenovana prhuti, so iz kožne mrene, ki se razpenja med dolgimi, tankimi prstki. Razpon prhuti sega od 15 cm (Kittijev pritlikavi netopir) do prek 1,5 m (leteče lisice). Večina vrst se pri nočnem lovu zanaša na eholokacijo. Veliki netopirji niso zmožni eholokacije; njihov gobec je podoben pasjemu.
Pogosti so v tropskih in zmerno toplih območjih.

## Eholokacija
Večina netopirjev med letom cvilka. Ti ultrazvočni signali se odbijajo od predmetov v okolici in nato netopirji slišijo svoje odmeve. Tako vedo, kje je kakšna ovira v okolici. Človek signalov s prostim ušesom ne sliši, je pa to mogoče s posebnimi napravami.

## Prehranjevanje
Večinoma so nočna bitja in so vsejedi. Nekateri sesajo kri večjih živali, vendar se večina hrani z žuželkami, npr. nočnimi metulji ali nektarjem iz cvetlic. Nektar in kri ližejo z dolgim jezikom. Nekateri znajo loviti ribe. So zelo inteligentne živali.

## Bivališča
Živijo v jamah, krošnjah, balkonih, drevesnih duplinah, netopirnicah, špranjah sten, na podstrešjih cerkev, hlevov in zapuščenih objektov ter drugih stavb.
Svetli del dneva preživijo v zatočiščih (oz. bivališčih).
Izbirajo si zatočišča, ki imajo relativno konstantno temperaturo in vlažnost ter so varna pred plenilci.

## Zimsko spanje
Netopirjem se v času zimske otrplosti telesna temperatura spusti na 10 ˚C. Upade jim tudi število srčnih utripov iz 88 na le 25 do 45 udarcev na minuto, vdihnejo pa le vsakih 6 do 9 minut.

## Netopirji v Sloveniji
Netopirji so po številu vrst največji red sesalcev na slovenskem ozemlju. Tu živi po do zdaj zbranih podatkih 30 vrst, ki jih uvrščamo v štiri družine:
- podkovnjaki (Rhinolophidae),
- gladkonosi netopirji (Vespertilionidae)
- dolgokrili netopirji (Miniopteridae)
- trdouhi netopirji (Molossidae).